# 콩칭기신칼리지
콩칭기신칼리지(중국어 정체자: 港青基信書院, 병음: gǎngqīngjīxìnshūyuàn, 한자음: 항청기신서원, 광둥어: gong2 cing1 gei1 seon3 syu1 jyun2, 영어: YMCA of Hong Kong Christian College)는 홍콩 란타우 섬 퉁청에 위치한 중등학교로 교육국의 직접 보조금 제도에 따라 운영된다. 홍콩 YMCA가 후원하는 최초의 중등 학교이다.
이 학교는 저렴한 비용의 국제 학교로 알려져 있다. 즉, 국제 학습 환경과 국제 커리큘럼을 제공하는 지역대학이다. 학교 학생의 73 %가 40여 개국에서 온 유학생이며, 학교 교사의 40% 이상이 해외 출신이다.

## 역사
학교는 2003년 9월에 설립되었다. 1901년 설립된 이래 홍콩 YMCA가 후원하는 최초의 직접 보조금을 받은 기독교 중등 학교였다. 퉁청 내에서 유일한 EMI 학교였다. 2009년에는 새로운 인조 잔디 경기장, 육상 트랙 및 잔디밭이 만들어졌다.
2009-2011 학년도에 전 학교 관리자인 Nick Miller 박사가 교장으로 재직했다. Miller 박사가 통치하는 동안 2010년에 국제 교과 과정이 학교에 소개되었다. 2011년 대규모 학교 콘서트가 열렸다. 홍콩 교육 자격증 시험과 홍콩 고급 레벨 시험으로 구성된 홍콩 커리큘럼은 2012년 홍콩 중등 교육 디플로마 (HKDSE) 로 대체되었다. 학교의 다양한 문화, 배경, 언어 및 커리큘럼은 그해 졸업식에서 정치인에 의해 높이 평가되었다. 최초의 국제 펀 페어 가 그해 12 월에 열렸다.Adrian Price 박사는 2012-2013 학년도 초부터 새로운 교장으로 취임했다. 그러나 2013년 5월 그는 갑자기 사유지에서 사임했다. 2013 ~ 2014 학년도부터 디온 첸 ( Dion Chen) 은 교장으로 취임했다. 2013년 5월, 교육부 장관 이 학교를 방문하여 국제 분위기와 교육 스타일을 학교의 독창성으로 보았다. 2013년 6월, 졸업식 중에 새로운 음악 블록이 헌납된다.
2018년에 학교의 STEM 클럽은 로봇 공학 발명에 대해 교육부 장관 뿐만 아니라 일반인에게 시연했다.2019-2020 학년도에, 학교가삼서위보위치한 영어 공동 교육 사립 초등학교 홍콩 크리스천 스쿨의 San Wui Commercial Society YMCA에서 온 1 학년 학생들이 처음으로 등록했다. 가우룽 은 홍콩 YMCA의 후원을 받았으며 학교 네트워크로, 신입생은 이미 중국어 및 수학 교육을 위한 현지 교육 과정, 국제 교육 과정을 충분히 받았다. 영어와 다른 과목을 포함하여 STEM 교육 과목 뿐만 아니라, 학교의 관행은에 해당하는 수행하여 알아 영국의 교육 . 2019년 9월 1일 항의 후, 학교는 퉁청 역의 위험한 상황으로 인한 상당한 불확실성과 교통 혼잡 가능성으로 인해 다음 날까지 학기 시작을 연기했다.
2020년에 코로나19 범유행으로 인해 수업이 중단되고 학생들은 가정에서의 학습에 국한된다. 모든 과목에 대해 학교 전체에서 온라인 학습이 수행되었다. 정지 기간 동안 학교의 과학 부서에서 비디오를 제작하여 코로나바이러스감염증-19에 대한 세부 정보를 설명한다. 전염병 상황이 부모의 생계를 방해하는 반면 학교는 다음 학년도 등록금을 구제하는 데 도움을 주었다. 학교는 올해 투어가 모두 취소되었지만 스터디 투어 조직을 위해 여행사에 70 만 홍콩 달러 이상의 보증금을 지불했거나 지불하기로 약속했다. 그러나 정부가 모든 해외 국가에 적색 관광 경고를 발령하기로 결정했을 때, 여행사와 항공사는 보상 계획에 대해 논의하기 위해 학교에 연락하기 시작했다. IGCSE 및 GCE 시험은 취소되었지만 학교는 대부분 학생들이 이미 조건부 제안을 받았기 때문에 학생들의 추가 교육에 대한 영향에 대해 너무 걱정하지 않는다고 주장했다.

## 캠퍼스 환경
학교는 란터우섬에 있는에 위치하고 있다.

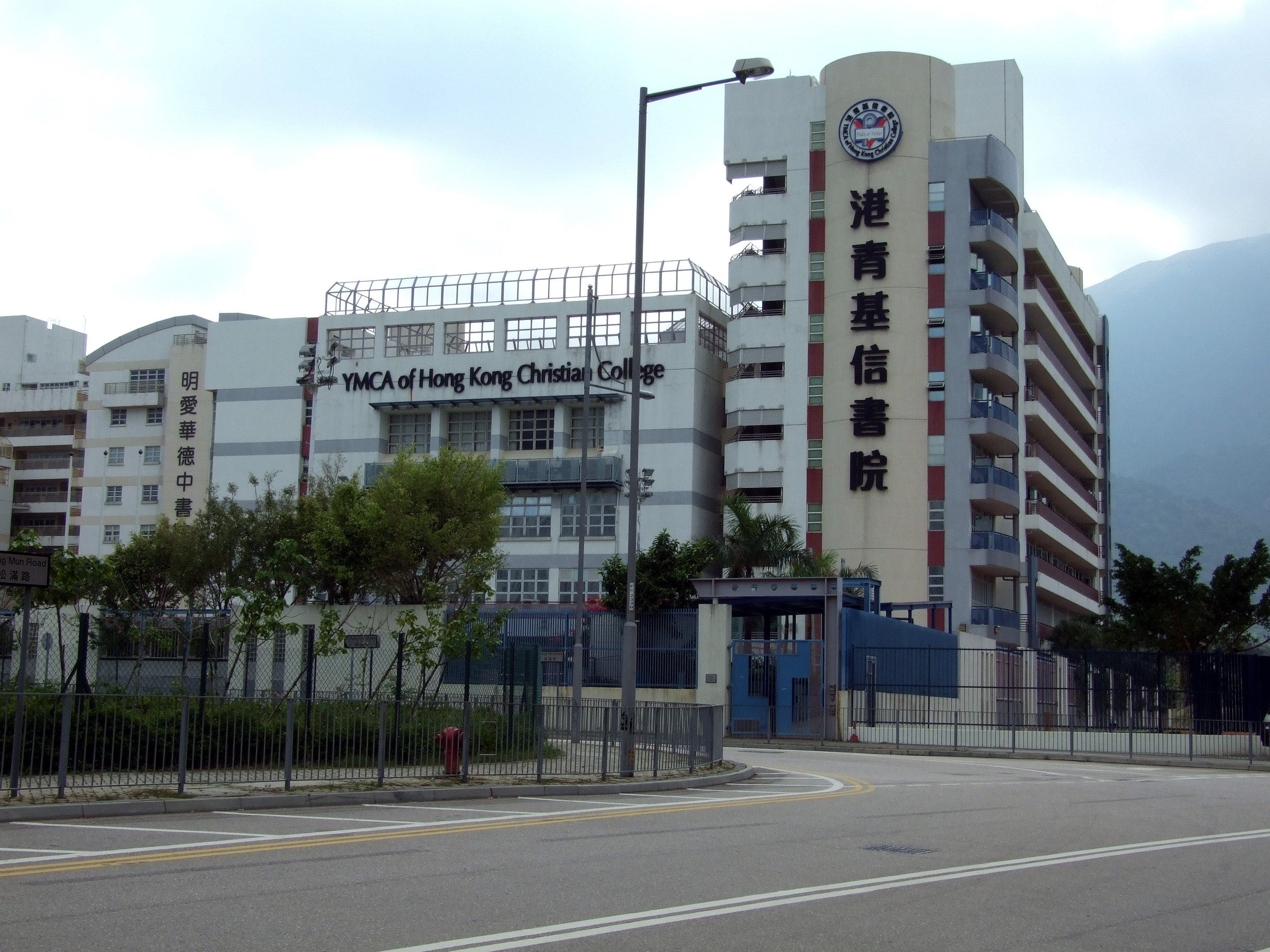
학교 정문.

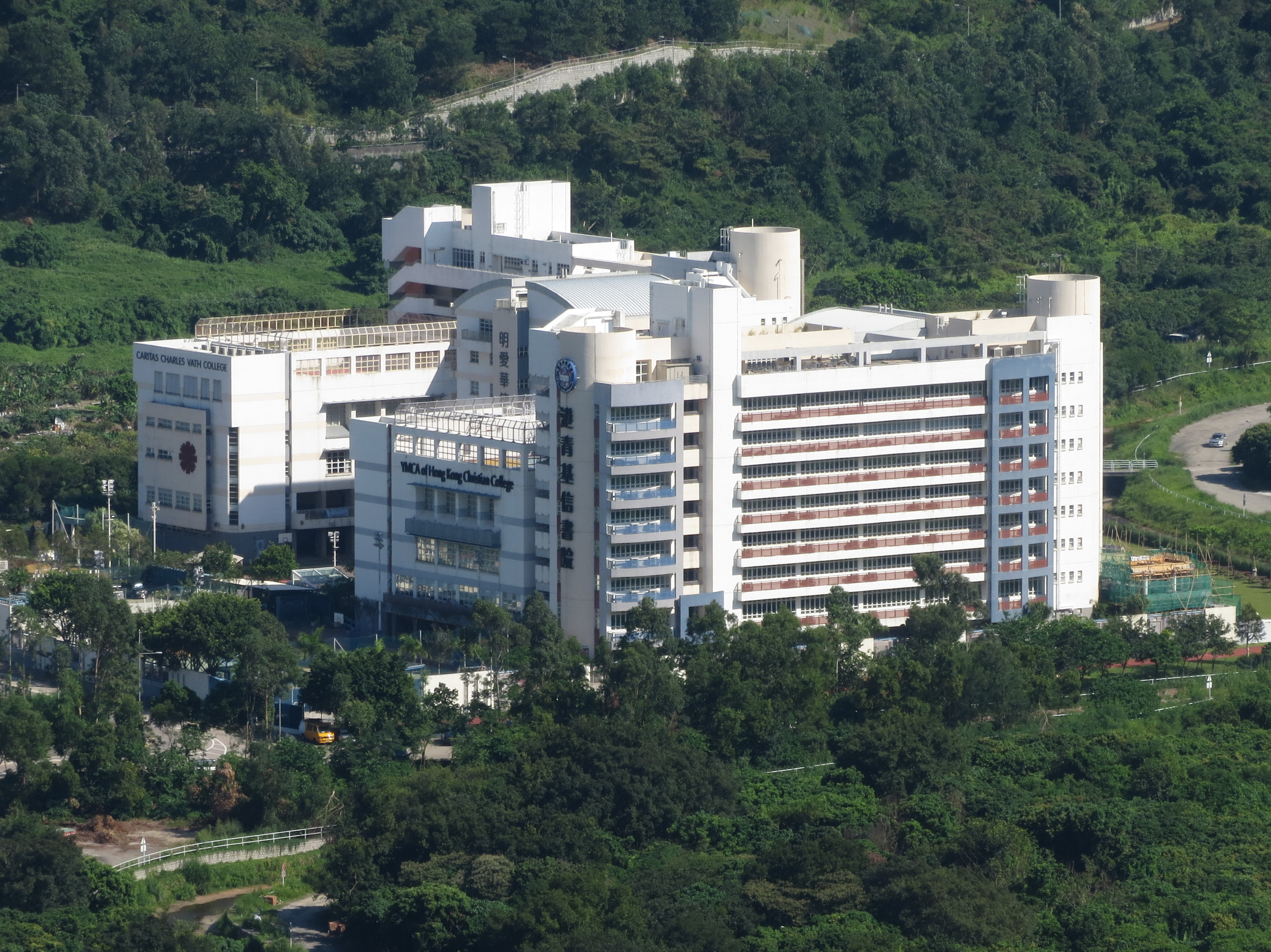
시골 공원에서 본 학교의 전망.

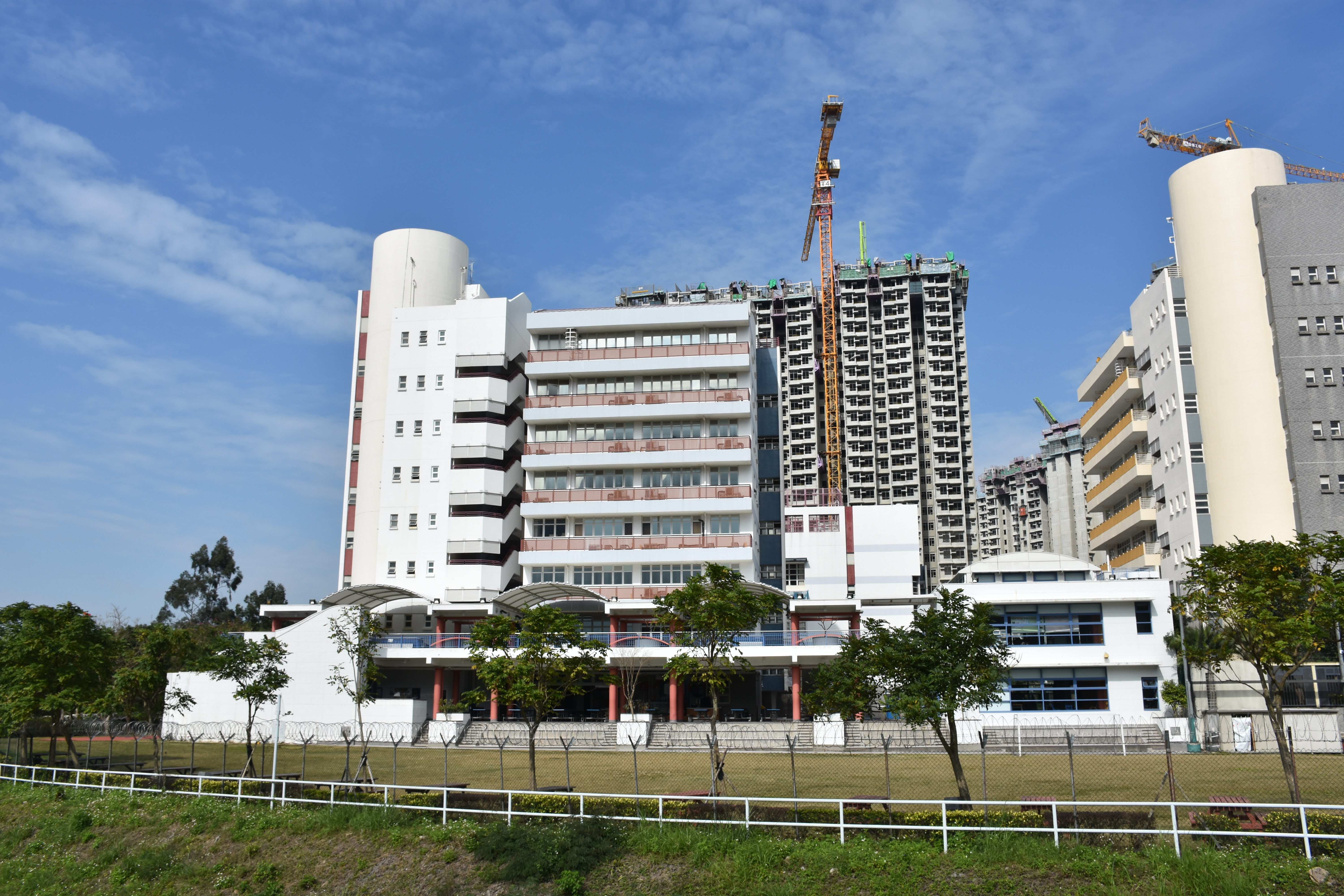
학교 뒤편에는 큰 축구 경기장이 있다.

학교는 약 15,000 평방미터의 면적을 차지한다. 교수 건물은 8 층으로, 1 층에서 5 층에 각각 6 개의 교실이 있다. 일반 시설로는 현재 G / F의 소덱소 운영하는 식당, 직업 센터 및 1 층의 독서 코너, 2 층의 회의장 및 7 층의 도서관이 있다.특별실에는 1 층의 댄스 룸, 2 층의 중국어 방, 3 층 의 가정 경제 실, 4 층에서 6 층의 4 개의 실험실, 5 층의 Trinity Hall이라는 블랙 박스 극장이 있다. 6 층에는 STEM 메이커 공간, 7 층에는 미술 센터, R / F에는 피트니스 실이 있다.
2 억 2 천 5 백만 홍콩 달러의 음악 블록이라는 독립 2 층 건물이 있다. 이 건물은 두 개의 스튜디오 로 구성되어 있다.이외에도 교육 건물에서, 학교에서 많은 일류 스포츠 시설이 있다. 같은 4 차선 100 미터로, 육상 트랙 A를 멀리뛰기 모래 구덩이 하는 농구 코트, 전천후 덮여 놀이터 에어컨이 완비된 다목적 잔디 경기장과 잔디장은 보통 축구장 역할을 한다.

## 아카데믹
학문 부서에는 중국어와 중국의 역사, 영어, 수학, 과학, 인문학, 비즈니스, 교양, 현대 외국어, 체육 및 시각 예술이 포함된다.학교의 모든 과목은 제 2 언어를 제외한 영어로 진행된다. 중국어는 모든 학생들을 위한 것이며, 학생들의 언어 배경에 따라 수업은 다른 수준의 어려움으로 나뉜다. 일반 커리큘럼의 다른 두 번째 언어에는 스페인어와 프랑스어가 있다.
학교는 여러 해 동안 교실 밖에서 다양한 학습 활동을 제공하고, 학교 간 경쟁을 조직한다. 광범위한 의미있는 대안 학습 프로파일을 통해 학교는 학생들에게 유연한 숙제를 제공한다. 활동의 예에는 과학 부서에서 제공한 체험 학습 활동이 교실 밖 캠퍼스에서 수행되었다. 여기에는 물리 코너, 화학 코너, 과학 주 및 초청 연사와의 과학 토론이 포함된다. 등 혁신적인 학습 활동은 이론과 함께 최신 기술을 배우기 위해 학생들에게 소개된다.STEM 연구 분야에서 학교는 학생들의 학습을 위해 학교에서 최신 기술의 많은 장비를 구입했다. 생명 공학 워크숍은 과학을 공부하는 학생들을 위해 학교에서 제공한다 홍콩의 중등 학교 환경에서는 드문 기회다. 다른 STEM 관련 장비 포함 천체 망원경 학습을 위한 천문학, 여섯 3D 프린터 업체의 프로젝트와 3차원 인쇄, 및 프로그래밍 로봇 다른 브랜드와 모델을.
학교는 홍콩과 영국 국립 커리큘럼을 모두 제공한다. 홍콩 커리큘럼은 홍콩 중등 교육 디플로마로 구성되어 있다. 영국 국립 교육 과정은 IGCSE및 GCE A / AS 수준으로 구성된다. 학생의 절반 이상이 GCE 과정을 수강하고 나머지는 DSE 과정을 수강한다. 학교에서는 지속적인 평가가 채택된다. 시험은 정기적으로 실시되며 시험은 1년에 2 회 실시된다. 학생들은 뛰어난 IGCSE 결과를 달성했다. 43 %의 학생이 A에서 A *를, 80 %의 학생이 C 이상을 달성했으며 합격률은 100 %다. 졸업생의 40 % ~ 50 %를 매년 추가 연구를위한 대학에 입학, 대부분은 연구된 과학 또는 공학 같은 대학에서 홍콩의 대학, 중국어 홍콩 대학, 홍콩 과학 기술 대학, 런던 대학, 뉴캐슬 대학, 글래스고 대학, 카디프 대학, 토론토 대학과 브리티시 컬럼비아 대학교 등 간호와 같은 과학 관련 직업 외에도 졸업생은 영어 교사, 피트니스 코치, 축구 코치 또는 호텔에서 일한다.

### 수업 구조
학교에는 1 학년에서 6 학년까지의 국제 학교의 7 학년에서 12 학년을 말한다. 모든 형태에는 6 개의 수업이 있다. 클래스는 Y, M, C, A, H 및 K로 명명된다. 예를 들어 1A 및 2M 등이 있다. 양식 1 ~ 4의 학급 규모는 약 24–29이며, 양식 5 ~ 6의 학급 규모는 17-26다. 2년 동안 Form 1 학생의 학비는 변경되지 않고 Form 3에 도달하면 다시 Form 5에 도달하면 다시 증가한다.이 학교는 중국어 또는 영어 수업을 사용하여 현지 학생과 비 중국어 학생을 구별하지만 모든 학생을 혼합한다. 각 레벨은 학생들의 레벨에 따라 중국어, 영어 및 수학의 작은 수업으로 나뉜다.양식 1과 2는 학교 중심의 교과 과정이다. 학생들은 HKDSE와 IGCSE의 통합 커리큘럼 인 Form 3부터 시작하여 자신의 선택 과목을 공부할 수 있다. 홍콩 커리큘럼에 입학한 학생들은 HKDSE 커리큘럼을 Form 4에서 6으로 갖게 된다. 국제 커리큘럼에 입학 한 학생들은 공개 시험을 위해 형식 4에서 IGCSE를 계속한 다음 형식 5에서 GCE AS 수준으로, 마지막으로 형식 6에서 GCE A 수준으로 진행한다.

### 외부 경쟁
학교의 학생들은 학교 간 경쟁에서 도전할 것을 권장한다. 학생들은 매년 다른 생물학 분야에서 수여된다. (예 : 국제 생물 올림피아드) 학교 학생들은 또한 중국어와 영어로 토론하고 창조적인 글을 잘 수행한다. 그들 중 일부는 우승했다.STEM 분야에서 STEM 클럽 회원은 2018 EIE 로봇 챌린지 주니어 : 플라잉 로봇에서 상을 받았으며 퍼스트 클래스 상과 플라잉 로봇 상 (고급 그룹)와 AI Self의 첫 번째 주자 홍콩 폴리 테크닉 대학교 전자 정보 공학부 주최 EIE 로봇 챌린지 주니어 2019에서 최고의 디자인 상 수상. 2019년 10월, STEM Club 학생들은 전자기 원리를 사용하여 Y.M.C.A. 노래를 연주 할 수 있는 악기를 만들었다. 추가 기능으로 YMCA 손 동작을 수행할 수 있는 레고 로봇을 추가했다. 이 대회에서 그들은 홍콩 차이나 대학교 홍콩 기술 교육 협회가 제시한 음악 부문에서 2 위를 차지했다.

### 해외 이벤트
매년 6 월 말에 학생들은 2010년 이후 학교의 농축 주에 해외로 갈 수 있다. 학생들은 봉사 활동 계획 또는 직장 배치에 참여할 수 있다. 학교와 전세계 모든 도시의 기독교청년회 센터를 연결함으로써 해외 배치가 촉진된다. 목적지는 중국, 대만, 캄보디아, 필리핀, 태국, 베트남 및 말레이시아다. 여름 방학에는 학업 여행도 있다. 매년 물리학을 선호하는 학생들은 홍콩 직접 보조금 제도 학교위원회가 주최하는 미래 파일럿 훈련 프로그램에 참여하도록 선발될 수 있다. 훈련 장소는 뱅크스 타운 공항, 시드니, 호주 및 뉴 사우스 웨일즈 대학교 캠퍼스다. 학생들은 항공 이론, 항공 산업의 안전 문제 및 경력, 내비게이션 및지도 읽기, 비행 시뮬레이터 세션, 6-7 시간 비행 경험, 크로스 컨트리 비행 Temora Aviation Museum 및 보잉 737 소개를 배울 수 있다. 학생들은 대학 방문, 문화 교류 및 관광도 있다.
또한 STEM 클럽 회원은 천문학 프로그램 : 대만 천문학 여행에 참여할 수 있다. 이 여행에서 그들은 Hehuanshan에서 별을 구경하고 Lulin Observatory를 방문하고 천문학자와 이야기하며 국립 자연 과학 박물관을 방문할 기회를 가졌다. 이 외에도 르웨탄호 및 Tunghai University 도 방문 할 수 있었다. 이것은 학생들이 천문학을 더 잘 이해하는 데 도움이 되었다.공부 최고 학생 과학은 후반 7 월초에 걸쳐 개최되는 런던 국제 청소년 과학 포럼에 가입하도록 선택할 수 있다 런던 .
문화 교류 프로그램도 매년 구성된다. 목적지에는 포산시, 스페인, 프랑스 등이 있다.

### 교육 팀
학교에는 94명의 교직원이 있었다. 교사 대 학생 비율은 1:10이며 학교는 이로 인해 시험 결과가 꾸준히 향상되고 있다고 주장했다. 영국, 미국, 캐나다, 호주, 뉴질랜드, 아일랜드, 일본 및 인도를 포함하여 40 % 이상의 교직원이 해외 출신이다. 학교의 교사들은 현지 및 국제 커리큘럼을 모두 수행할 수 있다. 이 팀은 ICT 회사와 협력하여 교육 및 학습을 용이하게 하기 위해 VLE을 발명했다. 풀 타임 등록 간호사, 경력 및 고등 교육 상담사, 풀 타임 사회 복지사, 풀 타임 교육 심리학자  및 풀 타임 사서 등도 있다.

## 학교 특성

### 비전과 사명, 핵심 가치
학교의 비전은 교육이 기독교의 신념과 가치에 기반을 둔 학습 공동체라고 말한다. 학교는 기독교청년회의 원칙에 기초하여 발전한다. 호기심, 포부, 탄력성, 기업 및 서비스 측면을 포함한다. 학교의 5 대 핵심 가치는 관심 있는 지역 사회를 구축하고, 서로 사랑하고, 자신과 다른 사람을 존중하며, 책임감 있고 성실하게 행동하는 공동체를 구축하는 것이다. 학생들은 대중의 문제를 더 잘 알고 있어야 한다.

### 학생 구성
학교에 있는 약 900명의 학생들 중 73 %는 40 개국 이상에서 온 유학생이다., 미국, 아르헨티나, 호주, 오스트리아, 방글라데시, 브라질, 벨기에, 영국, 캐나다, 중국, 크로아티아, 덴마크, 도미니카 공화국, 적도 기니, 프랑스, 과테말라, 독일, 가나, 홍콩, 헝가리, 인도, 인도네시아, 아일랜드, 이스라엘, 이탈리아, 일본, 남아프리카, 스리랑카, 스웨덴, 스위스, 대만, 태국, 터키, 우간다, 베트남, 짐바브웨, 케냐, 한국, 말레이시아, 멕시코, 나미비아, 네팔, 네덜란드, 뉴질랜드, 파키스탄, 필리핀, 폴란드, 러시아, 세르비아 및 싱가포르 . 학생들은 고등 가정에서 왔다. 이들은 주로 공항 경영진의 자녀이며, 대형 은행의 고위 직원 및 영사관의 자녀이기도 하다. 그들은 홍콩의 영주권자가 아니다. 학교는 작은 유엔 이라고 한다. 실제로 학생들은 국제 학교의 학교 간 커뮤니티에 참여한다.

### 학생 단체
학생회는 매년 2명 이상의 학생 캐비닛에서 선출된다. 현 팀 과 학생 대사는 교사들이 엄격한 리더 그룹으로 선발한다. 하우스 시스템 은 4 개의 하우스로 구성된다. Chambers House는 제 1 차 세계 대전 중 YMCA 교목으로 공헌한 오스왈드 챔버스를 기념하여 지명되었다. 모리슨 하우스와 테일러 하우스는 로버트 모리슨과허드슨 테일러를 기념하여 기독교 홍보와 고대 중국인들을 위한 일반 교육에 기여한 공로로 각각 선정되었다. Williams House는 1844년 6월 6일 기독교청년회의 창립자로서 George Williams를 기리기 위해 지명되었다.
흥미와 문화 그룹에는 보드 게임 클럽, 토론 팀, 크리에이티브 미디어 클럽, 창조적 글쓰기 클럽, 댄스 팀, 드라마 클럽, 미술 사진 클럽, 수공예 클럽, 가정 경제 클럽, 문맹 지도자 및 독서 클럽, STEM 클럽 . 음악 그룹에는 악단, 합창및관현악단된다.서비스 및 정신 그룹에는 케이터링 팀, Christian Fellowship, 커뮤니티 서비스 그룹, 홍콩 청소년 대상, 그린 클럽 및 대사, 스카우트, 무대 관리 승무원, 그리고 사서 .

### 뛰어난 스포츠
운동회는 매년마다에서 개최된다. 수영 갈라는 매년 퉁청 수영장에서 개최된다 . 스포츠 팀과 클럽 은 대부분의 학교 간 경쟁에서 잘 작동한다. 여기에는 육상 및 크로스 컨트리, 배드민턴, 농구, 치어 리더, 크리켓, 피구, 용 보트, 펜싱, 축구, 핸드볼, 하키, 럭비, 수영, 탁구, 태권도, 테니스 및 배구 팀.

### 평생 학습 캠프
학교는 가을마다 주니어 형태의 학생들을 위한 3 일간의 2 박 평생 학습 캠프를 조직하여 다른 피크닉 경험으로 하루 피크닉을 대체 한다. 캠핑장에는 사이 쿵 반도 등이 있다.

## 공개 이벤트
2012년부터 매년 12 월마다 학교의 학생과 교사가 국제 펀 페어 (IFF)를 개최한다., 2011년까지는 가족 펀 페어와 인터내셔널 나이트가 이어진다 . 방문객들은 학교에서 민족 음식, 시장, 게임, 탄력이있는 성 및 미술 전시회를 즐길 수 있다. 방문객들은 오후와 저녁에 전 세계 여러 나라의 노래와 춤을 특징으로 하는 재능 쇼를 볼 수도 있다 . 매년 4,000명 이상이 IFF에 갔다.

## 국제 연결
학교는 전 세계 모든 도시의 YMCA 센터와 연결되어 있다. 전 세계의 다른 YMCA 센터가 후원하는 많은 학교나 단체는 학교와 함께 홍콩을 방문한다.
학교는 Watoto Children 's Choir 등과 같은 전 세계 단체와 많은 관계를 맺고 있다. 이러한 관계는 학생들에게 다른 학습 기회를 제공한다. 많은 유학생이 있는 이 학교는 다른 중국어 교육 기관과의 관계와 이해 관계를 구축하여 중국어를 사용하지 않는 중등 학교 학생들을 위한 조음 기회를 제공하는 협력을 강화했다.

## 주목할만한 동창
- 이지 호세 : 공연 예술가[184][185]
- Robbie Wu : 홍콩 프로 축구 선수[186][187][188][189][190]
- Mark Coebergh : 홍콩 팀 럭비 선수[191]
- Jordan Jarvis : 프로 축구 선수[192][193]
- 재스민 켈리 : 음악가[194][195][196]

## 교통
학교가 복용하여 공용으로 접근할 수 있는 신란터우 버스 다음 행의 하나를 포함하여 37, 38X에서 39M 둥충 역에서와 B6 강주아오 대교, 가우룽 E21A 또는 췬완 E31
학교는 요청시 학생들에게 스쿨 버스 서비스를 제공한다. 과거 스쿨 버스 노선에는 칭이섬, 췬완, 튄문, 가우룽통 및 윈롱된다.

## 같이 보기
- 홍콩 YMCA